# International Federation of Football History & Statistics
International Federation of Football History & Statistics (IFFHS) (fritt översatt: Internationella organisationen för fotbollshistoria och statistik) är en förening som bland annat listar vilka nationella ligor i fotboll som är bäst varje år, århundradets spelare, bäste målvakt m.m. Föreningen grundades 27 mars 1984 i Leipzig av Dr. Alfredo Pöge. Idag har IFFHS sin adress i Bonn. IFFHS ber ett stort antal spelare och ledare i alla FIFA-anslutna länder att ranka de bästa ligorna, spelarna, domare, målvakterna och tränarna.

## Kritik
IFFHS har ett mycket lågt erkännande och deras rankingar förekommer framförallt i de egna publikationerna. Till exempel bortser Deutsche Presse-Agentur helt från deras rankingar. Sportinformationsdienst (sid) har använt sig av IFFHS:s pressmeddelanden men inte kunnat klargöra källorna som IFFHS använder sig av. Fotbollshistorikern och universitetsprofessorn Karl Lennartz kallar föreningen obskyr. Föreningens ordförande Alfredo Pöge tar inte heller emot journalister som vill veta mer om föreningen och hur omröstningarna och kriterierna ser ut. Föreningen tycks vara en enmansshow av Pöge som själva betecknar sig som "Europas sista idealist". Bland den statistik som IFFHS publicerar finns kategorin "Världens mest populära spelare" och "Världsfotbollens universalgenier".
Det finns heller inga kända fotbollsjournalister eller andra experter med i föreningen från stora fotbollsländer som England, Italien, Brasilien, Argentina och Tyskland. IFFHS kan inte heller redogöra för vilka som faktiskt deltar i omröstningarna till de utmärkelser som man delar ut. Enligt IFFHS ska man ha 200 fotbollsexperter från 120 länder med i omröstningarna.

## Rankingar
- Ligaranking
- Klubbranking
- Månadens bästa klubb i världen

## Individuella utmärkelser
- Världens bästa målvakt

- Världens bästa playmaker
- Världens bästa tränare
- Världens bästa förbundskapten

- Världens bästa domare
- Främsta målskyttar i världen
- Främsta målskyttar i Europa
- Seklets bäste spelare i världen
- Seklets bäste spelare i Europa
- Seklets bäste spelare i Sydamerika